# Echinopepon glutinosus
Echinopepon glutinosus là một loài thực vật có hoa trong họ Cucurbitaceae. Loài này được (Cogn.) A.K.Monro & Stafford mô tả khoa học đầu tiên năm 1998.